# 格蒂哈爾縣
格蒂哈爾縣是印度的一個縣，位於該國東北部，由比哈爾邦負責管轄，面積3,056平方公里，識字率53.6%，2011年人口3,068,149，人口密度每平方公里1004人。

## 外部連結
- Katihar Information Portal